# Unguicrypteria ctenonycha
Unguicrypteria ctenonycha är en tvåvingeart som först beskrevs av Alexander 1929.  Unguicrypteria ctenonycha ingår i släktet Unguicrypteria och familjen småharkrankar. Inga underarter finns listade i Catalogue of Life.